# Carlinhos Moutinho
Carlos Augusto Beça Moutinho (São João de Meriti, 16 de maio de 1964), mais conhecido como Carlinhos Moutinho, é um político brasileiro filiado ao Partido da Social Democracia Brasileira (PSDB). Atualmente é vereador de São João de Meriti, cargo que ocupa de forma ininterrupta desde 2021. Anteriormente foi Secretário de Segurança e Transportes de São João de Meriti, e deputado estadual pelo Rio de Janeiro.

## Carreira política
Em 2004, foi candidato a vereador de Meriti pelo Partido Social Democrata Cristão (PSDC) e foi eleito com 2 709 votos. Nas eleições municipais de São João de Meriti em 2008 e 2012 foi reeleito vereador, com 5 270 e 3 978 votos respectivamente.
Antes de se reeleger em 2012, Moutinho havia concorrido a uma vaga na Assembleia Legislativa do Rio de Janeiro nas eleições estaduais no Rio de Janeiro em 2010, no pleito, como candidato do PSDC, Moutinho obteve 22 784 votos, ficando com a primeira suplência. Posteriormente, em 2012, Moutinho assumiu a vaga de deputado estadual (após o titular da coligação, Marcus Vinícius Neskau, assumir a Secretaria Estadual de Envelhecimento Saudável e Qualidade de Vida). Moutinho permaneceu como deputado até 2014.
Na eleição municipal de São João de Meriti em 2016, Moutinho concorreu a reeleição, mas ficou como primeiro suplente, obtendo 2 106 votos. Porém, voltou ao poder legislativo municipal em 2021 após ser eleito para seu quarto mandato com 3 547 votos. E mais recentemente, na eleição municipal de São João de Meriti em 2024, Carlinhos foi reeleito vereador com 4 406 votos.